# Dorota Kuczkowska
Dorota Kuczkowska, född den 21 juli 1979 i Warszawa, Polen, är en polsk kanotist.
Hon tog bland annat VM-silver i K-4 1000 meter i samband med sprintvärldsmästerskapen i kanotsport 2001 i Poznań.